# Курилівка (Куп'янський район)
Кури́лівка — село в Україні, центр Курилівської сільської громади Куп'янського району Харківської області. Населення становить 3620 осіб. Орган місцевого самоврядування — Курилівська сільська рада.

## Географія
Село Курилівка розташоване на річці Лозоватка, вище за течією на відстані 2 км розташоване селище Піщане, нижче за течією примикає до селище Куп'янськ-Вузловий, поруч — колишнє село Заборівка. Через село проходить залізниця, станція Курилівка і зупинний пункт 831 км. Поруч проходить автомобільна дорога Н26.

## Історія

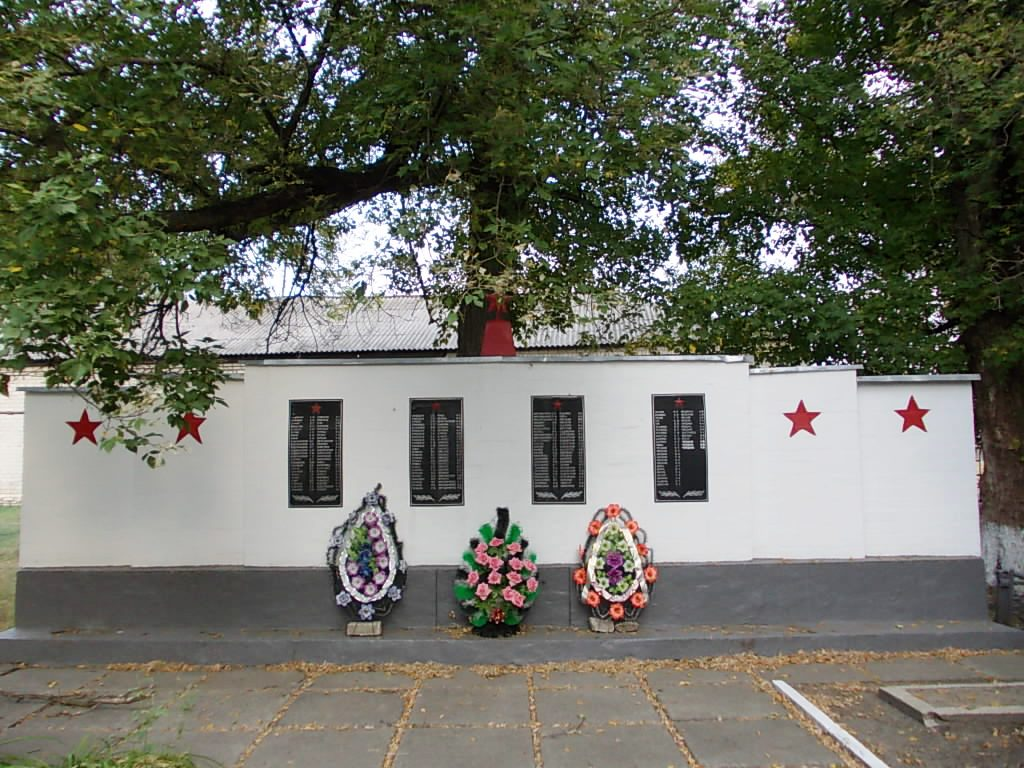
Група братських та індивідуальних могил радянських воїнів

Існує ціла низка версій про виникнення як самої слободи Курилівки, так і її назви. Одна з версій така. Перші поселенці слобід Купенки (нинішній Куп'янськ) і Пристіна вивозили на літо пасіки, щоб бджоли брали мед із різнотрав'я тутешнього простору. Через якийсь час перестали повертатися з пасіками на зиму додому. А будували землянки й хижини. В морозну погоду над їхніми дахами курілися стовпи диму з пічок, якими опалювалось житло. Звідси й назва.
У лютому 1943 року в селі знаходився штаб і командний пункт 172-ї стрілецької дивізії, яка підтримувала лівий фланг 350-ї дивізії при звільненні Куп'янська.
19 липня 2020 року, в результаті адміністративно - територіальної реформи та ліквідації колишнього Куп'янського району (1923— 2020), село увійшло до складу новоутвореного Куп'янського району Харківської області. 

### Російсько-українська війна
Вранці 25 вересня 2022 року російська диверсійна група із засідки розстріляла автоколону з цивільними мешканцями в 7 автомобілях, які намагались евакуюватись із зони бойових дій. Виявлено тіла 26 жертв розстрілу.

## Населення

### Мова
Розподіл населення за рідною мовою за даними перепису 2001 року:
| Мова            | Кількість | Відсоток |
| --------------- | --------- | -------- |
| українська      | 2835      | 78.31%   |
| російська       | 768       | 21.21%   |
| білоруська      | 6         | 0.17%    |
| румунська       | 2         | 0.05%    |
| циганська       | 1         | 0.03%    |
| угорська        | 1         | 0.03%    |
| вірменська      | 1         | 0.03%    |
| інші/не вказали | 6         | 0.17%    |
| Усього          | 3620      | 100%     |

## Культура
Історія бібліотеки розпочинається в повоєнні роки. В 1950-ті роки це була хата-читальня, яка мала невеликий фонд. Пізніше, в 1960-ті роки, бібліотека знаходилась в новозбудованому Будинку побуту.
В 1969 році колгосп ім. Тельмана будує в Курилівці новий сільський клуб. В його приміщенні була виділена кімната для бібліотеки, де вона знаходиться до цього часу.
Бібліотека завжди була центром духовного розвитку села. В різні роки в ній працювали Ю. І. Разенкова, Г. В. Ляшенко, В. В. Кучерява.
З 2001 року по 2017 рік в бібліотекою завідувала Гірник Світлана Віталіївна.
В Курилівській бібліотеці читач завжди знайде цікаву книгу по будь-якій тематиці. Проводяться масові заходи до знаменних і пам'ятних дат, працює клуб дитячої творчості «Чарівниця». Розвинута така форма бібліотечної роботи як книгоношество.
Курилівська сільська бібліотека є філією Куп'янської централізованої бібліотечної системи. Її фонд на даний час налічує 7484 екземплярів, читачами є більш як 500 жителів села.
Завідувачкою Курилівської сільської бібліотечної філії зараз[коли?] працює Руда Галина Олександрівна.

## Економіка
- Молочно-товарна і птахо-товарна ферми.
- Курилівське сільпо.
- Куп'янський ливарний завод, ВАТ.
- ТОВ «Надія».
- Куп'янський аеродром.

## Об'єкти соціальної сфери
- Амбулаторія сімейної медицини.

## Релігія
- Церква св. Іоана Богослова, імовірно 1625 року або кінця XVIII ст., перебудована 1836 року. Знищена під час відступу російської армії у вересні 2022[6]. Від церкви лишився тільки дзвін, переданий до Харківського історичного музею[7].

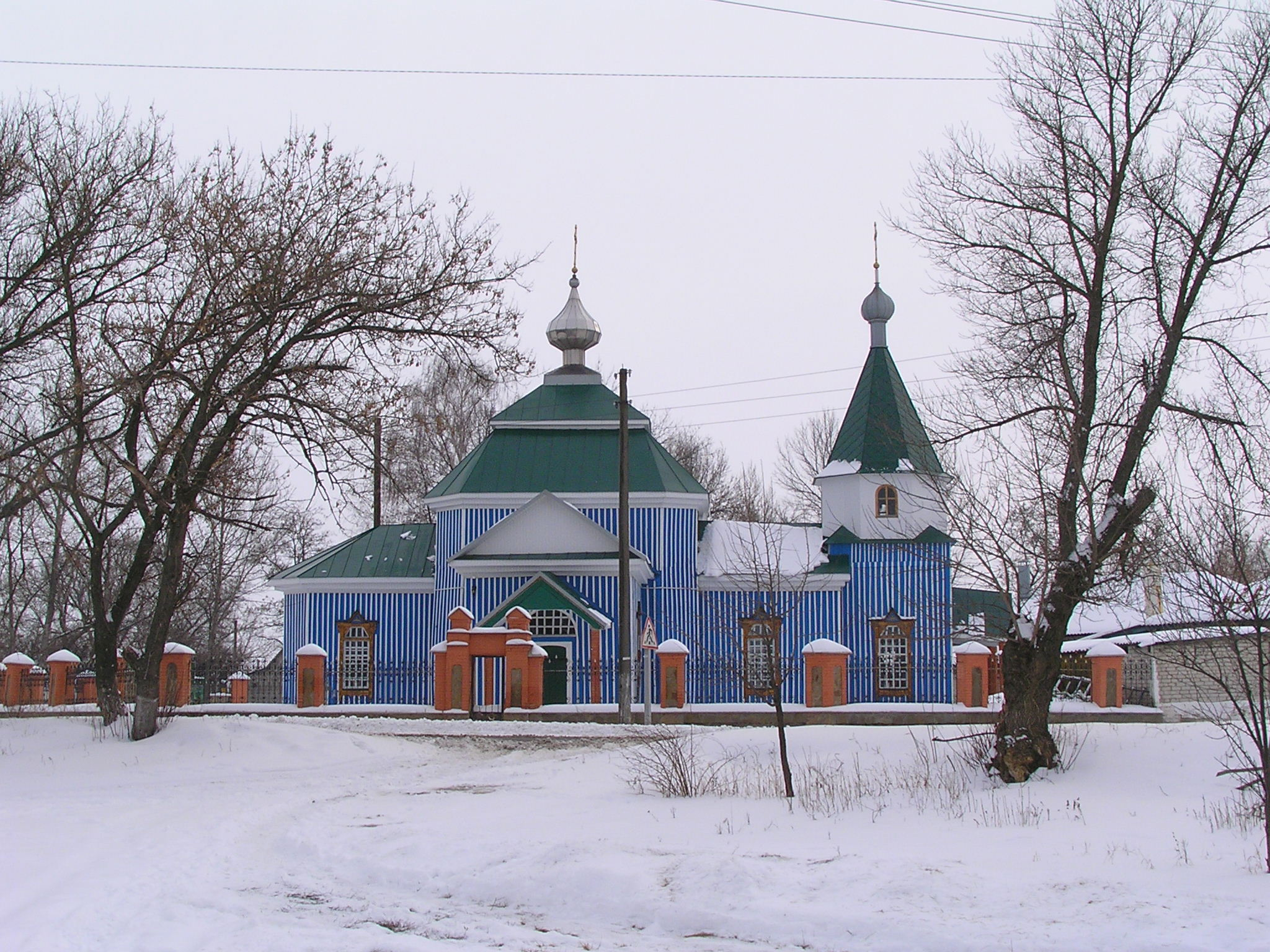
Вид взимку
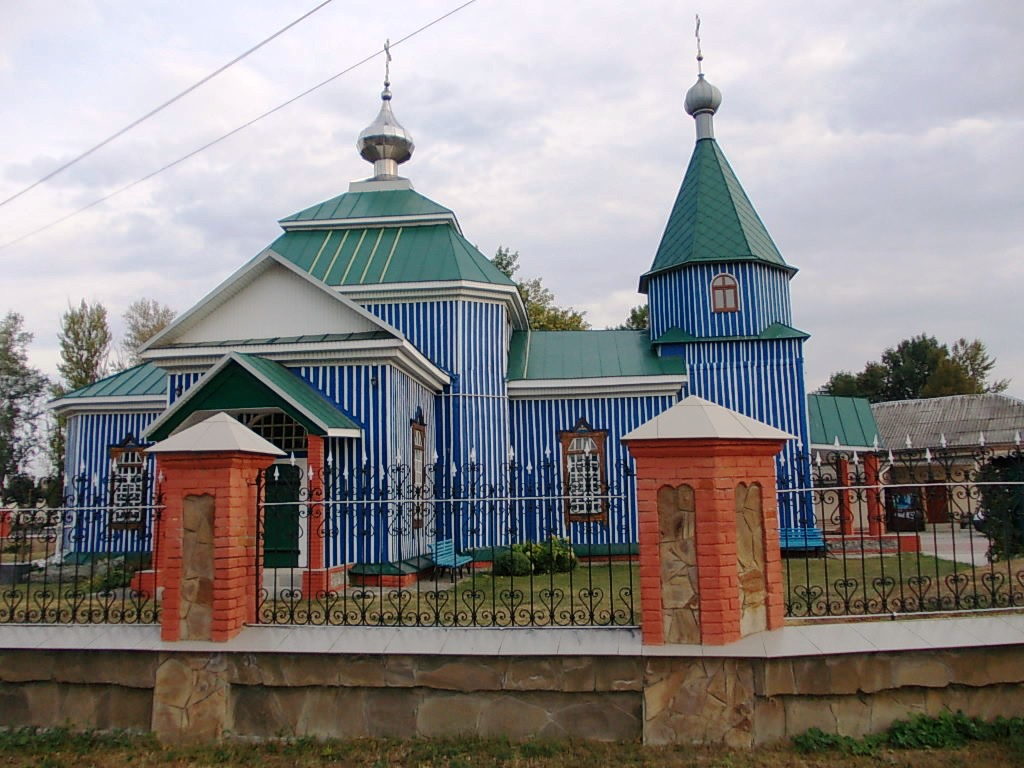
Вид зблизька
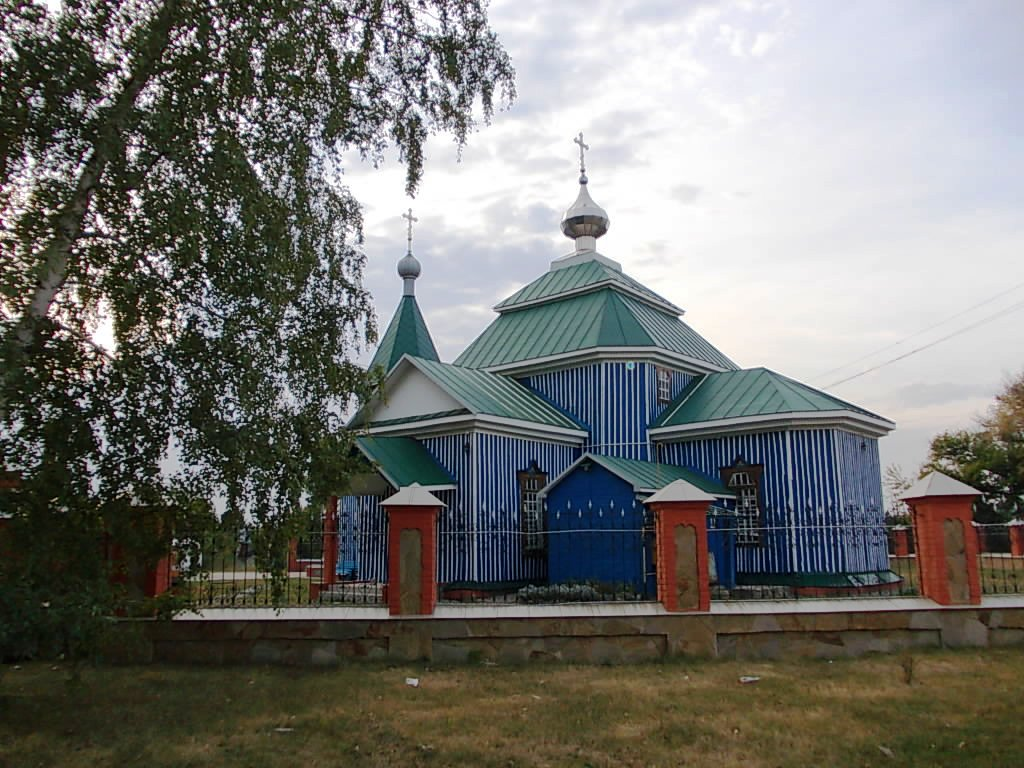
Вид збоку
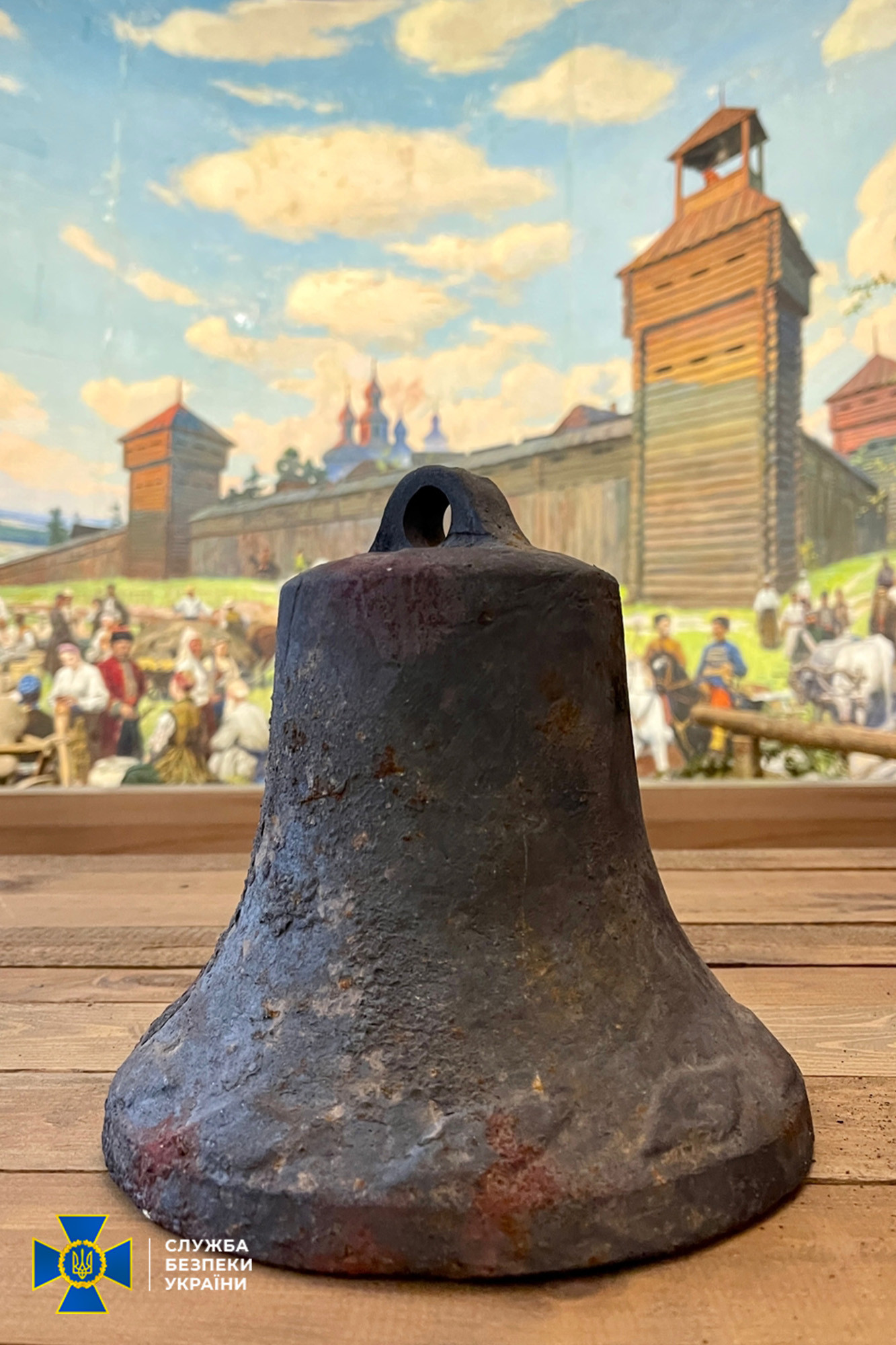
Дзвін у музеї